# Kirche Hl. Athanasius der Große (Belgrad)
Die Kirche Hl. Athanasius der Große (serbisch: Црква Светог Атанасија Великог, Crkva Svetog Atanasija Velikog) ist eine serbisch-orthodoxe Kirche, in der Vorstadtsiedlung Plavi Horizonti in der serbischen Hauptstadt Belgrad.
Die von 2012 bis 2013 erbaute Kirche ist dem Hl. Kirchenvater Athanasius dem Großen geweiht und ist die Pfarrkirche der Pfarrei Plavi Horizonti im Dekanat Zemun-Novi Beograd der Erzeparchie von Belgrad und Karlovci der Serbisch-Orthodoxen Kirche.

## Lage
Die Kirche steht am südlichen Rand der Vorstadtsiedlung Plavi Horizonti an der Straße Put za Plave horizonte. Die Siedlung Plavi Horizonti gehört zum Stadtbezirk Zemun. Unweit der Kirche, die von Feldern umgeben ist, befindet sich die Eisenbahnhaltestelle Zemun Polje.

## Geschichte

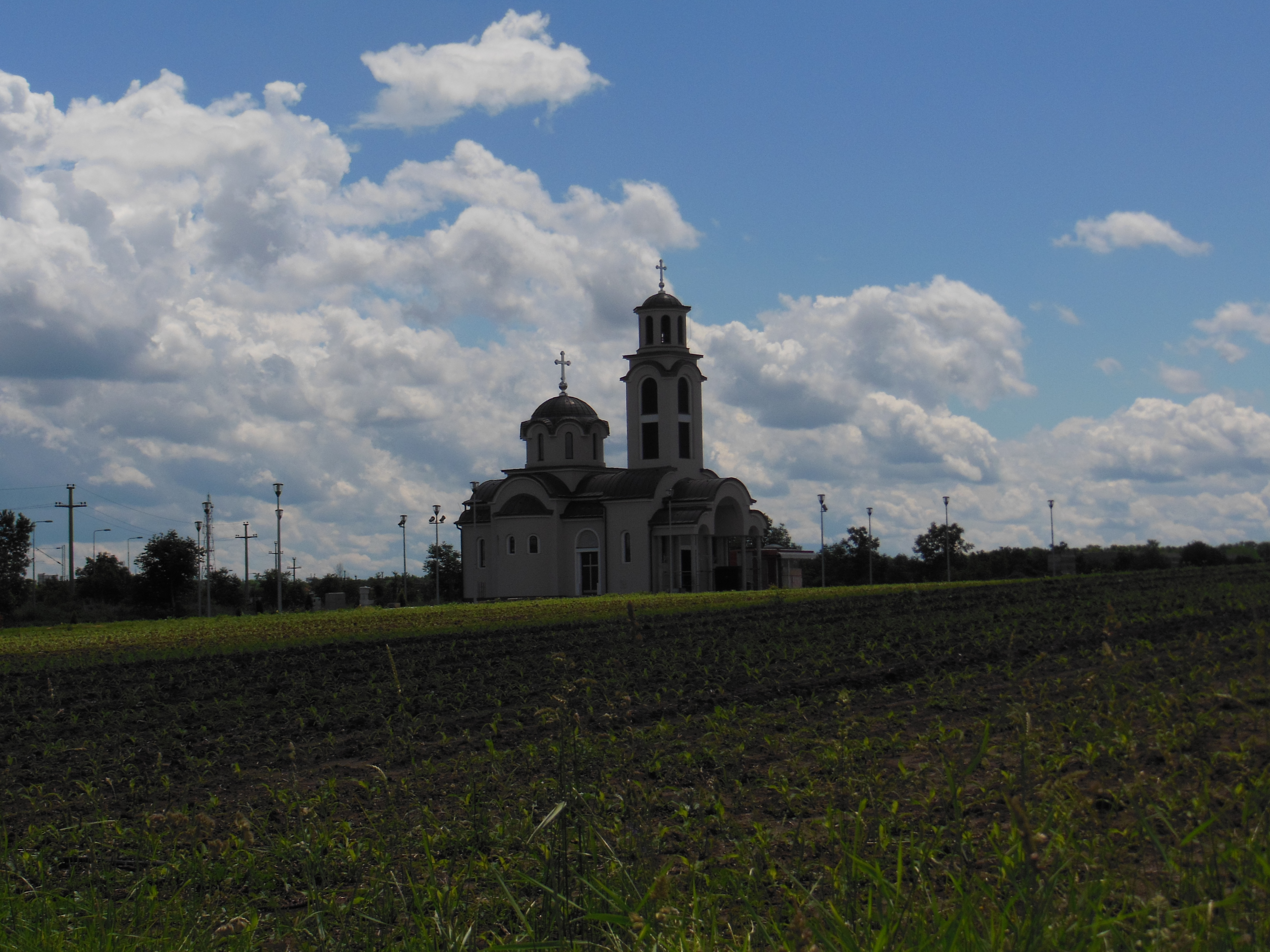
Westansicht der Kirche

Bis Ende der 1990er Jahre war das Gebiet, auf dem die Siedlung Plavi Horizonti sich entwickeln sollte, eine unbewohnte karge Wiese. Mit dem Ausbruch der Jugoslawienkriege im Jahr 1991 und insbesondere nach der Oluja-Offensive der kroatischen Armee im Jahr 1995 ließen sich viele serbische Flüchtlinge in diesem Gebiet nieder, was zur Gründung mehrerer neuer Siedlungen (Altina, Plavi Horizonti, Grmovac, Busije) an der Peripherie von Belgrad führte. Die Siedlung begann Anfang der 2000er Jahre zu wachsen und gilt als eine der jüngsten und am schnellsten wachsenden Siedlungen auf dem Territorium der Stadt Belgrad.
Anfang der 2010er Jahre kam die Idee auf, eine Kirche in der Siedlung zu erbauen. Am 3. Mai 2012 weihte der damalige Patriarch der serbisch-orthodoxen Kirche, Irinej, das Bauland, auf dem die Kirche erbaut werden sollte. Am 30. August desselben Jahres wurden die Kirchenfundamente durch Patriarch Irinej geweiht.
Der Bau der Kirche ging zügig voran und wurde 2013 beendet. Am 3. März 2019 wurde, die Kirche Hl. Athanasius der Große, vom damaligen serbischen Patriarchen, Irinej, unter der Assistenz des damaligen Vikarbischofs von Duklja und heutigen Bischofs der Eparchie Budimlje-Nikšić, Metodije, und weiteren Priestern feierlich eingeweiht.
Der damalige Präsident der Stadtgemeinde Zemun, Dejan Matić, wurde von Patriarch Irinej mit einem patriarchalischen Brief für besondere Bemühungen und Wohltätigkeit beim Kirchenbau geehrt, auch eine Bescheinigung über die Unterstützung beim Bau der Kirche wurde auch dem stellvertretenden Bürgermeister der Gemeinde, Damir Kovačević, sowie anderen Wohltätern verliehen.
Im Querschiff des Nordchors sind Fragmente der Reliquien des Hl. Großmärtyrers Dimitri, des Hl. Seraphim von Sarow, des Hl. Arsenius von Srem, des Hl. Nektarios von Ägina und des Heiligen Kreuzes des Herrn ausgestellt.
Im Oktober 2023 wurde im umzäunten Kirchhof ein Denkmal für Bürger der Stadt Peć errichtet, die während des Kosovokrieges (1998–1999) starben. Das Denkmal wurde aus Granit nach dem Plan der Architektin Gorica Bojović Ljubenov vom Steinmetz Zoran Manojlović aus Aranđelovac unter der Bauüberwachung des Ingenieurs Saša Joksimović erbaut.

## Architektur
Die Kirche wurde nach einem Entwurf der bekannten Architektin Ljubica Bošnjak erbaut.
Die einschiffige Kreuzkuppelkirche ist in der Form eines Trikonchos konzipiert und im traditionellen serbisch-byzantinischen Stil erbaut worden. Die Kirche ist aus festem Material erbaut worden.
Der Grundriss der Kirche ist ein Griechisches Kreuz, mit einer von außen fünfeckigen im Inneren halbrunden Altar-Apsis im Osten, Seitenkonchen in der Mitte des Kirchenschiffs und einer zentralen Rundkuppel, die sich über dem Tambour in der Mitte des Kirchenschiffs erhebt. An der Westseite erhebt sich der Kirchturm mitsamt Galerie und dem Narthex.
Der Haupteingang der Kirche mitsamt großen Eingangsportal befindet sich an der Westseite, an der Nord- und Südseite befinden sich die Seiteneingänge. Über der Eingangstür des Haupteinganges im Westen befindet sich ein Patronatsmosaik des Hl. Athanasius des Großen.
Die hölzerne Ikonostase wurde von Slobodan Marinić angefertigt. Die in byzantinischer Manier gemalten Ikonen und Fresken sind Werke des bekannten Ikonenmalers Dragan Marunić.